# Горталово
Горта́лово (болг. Горталово) — село в Плевенській області Болгарії. Входить до складу общини Плевен.

## Населення
За даними перепису населення 2011 року у селі проживали 154 особи.
Національний склад населення села:
| Національність   | Кількість осіб | Відсоток |
| ---------------- | -------------- | -------- |
| болгари          | 128            | 83,1%    |
| цигани           | 26             | 16,9%    |
| турки            | 0              | 0%       |
| інша             | 0              | 0%       |
| не визначились   | 0              | 0%       |
| Всього відповіли | 154            |          |

Розподіл населення за віком у 2011 році:
Динаміка населення: